# Lista chorążych reprezentacji Nikaragui na igrzyskach olimpijskich
Lista chorążych reprezentacji Nikaragui na igrzyskach olimpijskich – lista zawodników i zawodniczek reprezentacji Nikaragui, którzy podczas ceremonii otwarcia nowożytnych igrzysk olimpijskich nieśli flagę Nikaragui.

## Chronologiczna lista chorążych
| Lp. | Rok i miejsce     | Chorąży                        | Dyscyplina    |
| --- | ----------------- | ------------------------------ | ------------- |
| 1   | 1968, Meksyk      | Don Vélez                      | Lekkoatletyka |
| 2   | 1972, Monachium   | Don Vélez                      | Lekkoatletyka |
| 3   | 1976, Montreal    | Frank Richardson               | pływanie      |
| 4   | 1980, Moskwa      | Xiomara Larios                 | Lekkoatletyka |
| 5   | 1984, Los Angeles | Gustavo Herrera                |               |
| 6   | 1992, Barcelona   | Magdiel Gutiérrez              | Zapasy        |
| 7   | 1996, Atlanta     | Walter Martínez                | Strzelectwo   |
| 8   | 2000, Sydney      | Walter Martínez                | Strzelectwo   |
| 9   | 2004, Ateny       | Svitlana Kashchenko            | Strzelectwo   |
| 10  | 2008, Pekin       | Alexis Argüello                | Boks          |
| 11  | 2012, Londyn      | Osmar Bravo                    | Boks          |
| 12  | 2016, Rio         | Rafael Antonio Lacayo Paladino | Strzelectwo   |